# Корольков, Борис Фёдорович
Борис Фёдорович Корольков (23 июля 1936, Белорецк — 6 июля 2023, Монино) — советский военачальник. Первый заместитель Главнокомандующего Военно-воздушными силами СССР (1985—1988). Заслуженный военный лётчик Российской Федерации, лауреат Премии Правительства Российской Федерации за значительный вклад в развитие Военно-воздушных сил (2012), генерал-полковник авиации (7 мая 1986). Доктор военных наук, профессор.

## Биография
Родился в 1936 году в Белорецке. С 1953 года семья жила в Магнитогорске, там окончил среднюю школу и аэроклуб. Член КПСС.
С 1955 года служил в Вооружённых силах СССР. Окончил Чкаловское военное авиационное училище лётчиков (1959), Военно-воздушную академию в Монино (1968), Военную академию Генерального штаба Вооружённых сил СССР имени К. Е. Ворошилова (1980). 
Проходил службу на командных должностях: военный лётчик в ВВС Приволжского военного округа (Саратов), с 1960 года — в ВВС ГСВГ, с 1969 года — командир авиационной эскадрильи на аэродроме Кокайты, с 1971 года — заместитель командира полка  по лётной подготовке, с 1973 года — командир 115-го гвардейского истребительного авиационного полка (Туркестанский военный округ), с 1975 по 1978 год — командир 16-й гвардейской истребительной авиационной дивизии 16-й воздушной армии (ГСВГ, Дамгартен), с июля 1980 года — командующий ВВС Южной группы войск (Венгрия). С августа 1983 года — командующий 14-й воздушной армией (Прикарпатский военный округ). 
С января 1985 года — первый заместитель Главнокомандующего Военно-воздушными силами СССР. Принимал участие в планировании боевого применения советской авиации в ходе Афганской войны. Освобождён от должности после катастрофы Ан-12 над Ейским Лиманом, произошедшей в августе 1988 года. 
С 1988 года — начальник Военно-воздушной академии имени Ю. А. Гагарина. В 1996 году по достижении предельного возраста нахождения на воинской службе уволен в отставку, но остался работать профессором одной из кафедр академии. 
За время службы освоил 12 типов самолётов, имел общий налёт более 3 000 часов.
Награждён орденами «Октябрьской Революции», «Красной Звезды», «За службу Родине в Вооружённых Силах СССР» 2-й и 3-й степеней, «За военные заслуги», «Красной Звезды» Венгрии, медалями СССР и РФ.
Делегат XXVII и XXVIII съездов КПСС, XIX партконференции.
Жил в Москве. 
Скончался 6 июля 2023 года на 87-м году жизни. Похоронен 12 июля на Федеральном военном мемориале «Пантеон защитников Отечества».